# Hinduspett
Hinduspett (Yungipicus nanus) är en fågel i familjen hackspettar inom ordningen hackspettartade fåglar.

## Utseende och läten
Hinduspetten är en liten (13 cm), brun och vit hackspett med tydligt skärkantad vit ögoniris. Ovansidan är brunvitbandad med vita fläckar på stjärten, undersidan svagt streckat smutsvit. Ljusare brun hjässa, hos hanen rödkantad, och brett ögonstreck kontrasterar med vit kind och vitt ögonbrynsstreck. Fåglar på Sri Lanka har mörkbrun hjässa och ljusare undersida. Lätet beskrivs i engelsk litteratur som ett tjattrande "click rrr" medan trumningen är svag.
Liknande gråkronad hackspett (Y. canicapillus) har grå hjässa, svartaktig ögonstreck och svartaktig ovansida, medan undersidan är tydligare svartstreckad på gulbrun botten och med ett svagt mustaschstreck. Sundaspetten, som hinduspetten tidigare behandlades som underart till, men denna har mörkt öga utan skär ögonring, ett mörkt mustaschstreck och är kraftigare streckad under.

## Utbredning och systematik
Hinduspett delas upp i fyra underarter med följande utbredning:
- Yungipicus nanus nanus – förekommer i norra Indien och Nepal
- Yungipicus nanus nanus'’ – förekommer på Indiska halvön förutom i Västra Ghats
- Yungipicus nanus cinereigula – södra Indien (Tamil Nadu och Kerala)
- Yungipicus nanus gymnopthalmos – Sri Lanka

Vissa urskiljer även underarten hardwickii med utbredning i centrala Indien. Tidigare betraktades den som en underart till sundaspett (Y. moluccensis), men urskiljs numera allmänt som egen art.

### Släktestillhörighet
Tidigare placerades den i släktet Dendrocopos och vissa gör det fortfarande. DNA-studier visar dock att den står närmast tretåig hackspett (Picoides tridactylus) och förs numera oftast tillsammans med några andra asiatiska små hackspettar till Yungipicus.  Andra, som Birdlife International, inkluderar den dock i Picoides.

## Levnadssätt
Hinduspetten för en anspråkslös tillvaro i öppet skogslandskap, ofta nära bebyggelse. Den födosöker akrobatiskt efter insekter på smågrenar, ofta i par och nära marken. Som de flesta hackspettsarter häckar den i ett trädhål den själv hugger ut.

## Status och hot
Arten har ett stort utbredningsområde och en stor population, och tros öka i antal. Utifrån dessa kriterier kategoriserar internationella naturvårdsunionen IUCN arten som livskraftig (LC).